# 15. korpus (Avstro-Ogrska)
15. korpus (izvirno nemško 15. Korps) je bil korpus avstro-ogrske kopenske vojske, ki je bil aktiven med prvo svetovno vojno.

## Zgodovina
Ob pričetku prve svetovne vojne je bil korpus zadolžen za področje Bosne, pri čemer ni pokrival okrožja Glamoč, Bugojno, Livno, Županjac in Prozor.
Naborni okraj korpusa je obsegal: Banja Luko, Tuzlo in Sarajevo.

## Organizacija
April 1914
- 1. pehotna divizija
- 48. pehotna divizija
- 11. gorskostrelska brigada]
- 2. gorska artilerijska brigada
- 5. trdnjavska artilerijska brigada
- četa, 2. trdnjavski artilerijski bataljon
- 15. oskrbovalna divizija

## Poveljstvo
Poveljniki (Kommandanten)
- Karl von Thun-Hohenstein: maj - julij 1859
- Johann Nepomuk von Appel: januar 1883 - december 1903
- Eugen von Albori: december 1903 - junij 1907
- Anton von Winzor: december 1907 - marec 1909
- Marian Varesanin von Vares: marec - oktober 1909
- Moritz von Auffenberg: oktober 1909 - september 1911
- Michael Ludwig von Appel: september 1911 - januar 1915
- Vinzenz Fox: januar - julij 1915
- Rudolf Stöger-Steiner von Steinstätten: julij 1915 - april 1917
- Karl Scotti: april 1917 - oktober 1918
- Aurel von Le Beau (v.d.): oktober - november 1918

Načelniki štaba (Stabchefs)
- Ferdinand Poschacher von Poschach: junij - julij 1859
- Ludwig Schwitzer von Bayersheim: januar 1883 - september 1887
- Ludwig Pavek: september 1887 - julij 1892
- Anton von Winzor: julij 1892 - februar 1898
- Alexander Szaszkiewicz: februar 1898 - april 1899
- Rudolf Langer: april 1899 - junij 1905
- Anton Lipošćak: junij 1905 - oktober 1909
- Adolf von Boog: oktober 1909 - marec 1911
- Michael Mihaljevic: marec 1911 - oktober 1914
- Richard von Falkenhausen: oktober 1914 - junij 1915
- Theodor Körner von Siegringen: junij 1915 - november 1916
- Robert von Pohl: november 1916 - september 1918
- Hugo Senarclens de Grancy:  september - november 1918